# 廠前駅
廠前駅（しょうまええき）は、台湾台南市新営区にある、台湾糖業鉄道の駅（廃駅）である。線路を跨ぐ調配室と調度中心（運転指令所に相当）の下にある。

## 駅構造
- 単式ホーム1面1線の地上駅（廃止時）。

## 駅周辺
- 南光高級中学（中国語版）

## 歴史
- 1919年11月14日 - 工場前駅（こうじょうまえ）として開業。
- 戦後 - 中国語で廠前駅（廠前車站）と改称。
- 1974年 - 開かずの踏切の改善計画より、南信号所と廠前駅を調配室に統合した新しい駅舎が竣工。
- 1979年 - 旅客取扱廃止。

## 現況
- 駅舎・ホームが保存された。中興～八翁間のトロッコ列車が運転していたが、全列車通過する。（2008年8月現在）

## 隣の駅
台湾糖業鉄道
布袋線（廃止）
新営駅 - 廠前駅 - （南信号所） - 工作站前駅
学甲線（廃止）
新営駅 - 廠前駅 - （南信号所） - 八老爺駅